# マテウチ・メダル
マッテウッチ・メダル（Matteucci Medal）は、イタリア科学アカデミーが基礎分野の科学の業績に授与する賞である。カルロ・マッテウッチを記念して設けられた。1868年にヘルマン・ヘルムホルツに授与されたのに始まる。その後1875年から1932年までと、1975年から2006年まで断続的に施賞され、2016年から再開された。

## 受賞者一覧
- 1868年：ヘルマン・フォン・ヘルムホルツ
- 1875年：アンリ・ヴィクトル・ルニョー
- 1876年：ウィリアム・トムソン
- 1877年：グスタフ・キルヒホフ
- 1878年：グスタフ・ヴィーデマン
- 1879年：ヴィルヘルム・ヴェーバー
- 1880年：アントニオ・パチノッティ
- 1881年：エミリオ・ヴィラーリ（イタリア語版）
- 1882年：アウグスト・リーギ
- 1887年：トーマス・エディソン
- 1888年：ハインリヒ・ヘルツ
- 1894年：ジョン・ウィリアム・ストラット
- 1895年：ヘンリー・ローランド
- 1896年：ヴィルヘルム・コンラート・レントゲン
- 1901年：グリエルモ・マルコーニ
- 1903年：アルバート・マイケルソン
- 1904年：ピエール・キュリー、マリ・キュリー
- 1905年：アンリ・ポアンカレ
- 1906年：ジェイムズ・デュワー
- 1907年：ウィリアム・ラムゼー
- 1908年：アントニオ・ガルバッソ（イタリア語版）
- 1909年：オルソ・コルビーノ
- 1910年：ヘイケ・カメルリング・オネス
- 1911年：ジャン・ペラン
- 1912年：ピーター・ゼーマン
- 1913年：アーネスト・ラザフォード
- 1914年：マックス・フォン・ラウエ
- 1915年：ヨハネス・シュタルク
- 1916年：ローレンス・ブラッグ、ヘンリー・ブラッグ
- 1917年：アントニーノ・ロ・スルド（イタリア語版）
- 1918年：ロバート・ウィリアム・ウッド
- 1919年：ヘンリー・モーズリー
- 1921年：アルベルト・アインシュタイン
- 1923年：ニールス・ボーア
- 1924年：アルノルト・ゾンマーフェルト
- 1925年：ロバート・ミリカン
- 1926年：エンリコ・フェルミ
- 1927年：エルヴィン・シュレーディンガー
- 1928年：チャンドラセカール・ラマン
- 1929年：ヴェルナー・ハイゼンベルク
- 1930年：アーサー・コンプトン
- 1931年：フランコ・ラゼッティ
- 1932年：イレーヌ・ジョリオ＝キュリー、フレデリック・ジョリオ＝キュリー

- 1956年：ヴォルフガング・パウリ

- 1975年：ブルーノ・トウシェク
- 1978年：アブドゥッサラーム
- 1979年：ルチャーノ・マイアーニ
- 1980年：ジャン・カルロ・ヴィック（イタリア語版）
- 1982年：ルドルフ・パイエルス
- 1985年：ヘンドリック・カシミール
- 1987年：ピエール＝ジル・ド・ジャンヌ
- 1988年：レフ・オクン
- 1989年：フリーマン・ダイソン
- 1990年：ジャック・シュタインバーガー
- 1991年：ブルーノ・ロッシ
- 1992年：アナトール・アブラガム
- 1993年：ジョン・ホイーラー
- 1994年：クロード・コーエン＝タヌージ
- 1995年：李政道
- 1996年：ヴォルフガング・パノフスキー
- 1998年：オレステ・ピッチョーニ
- 2001年：テオドール・ヘンシュ
- 2002年：ニコラ・カビボ
- 2003年：マヌエル・カルドナ（スペイン語版）
- 2004年：ダヴィッド・ルエール
- 2005年：イオアニス・イリオポウロス（イタリア語版）（ジョン・イリオポウロス）
- 2006年：ジョルジョ・ベッレッティーニ（イタリア語版）

- 2016年：アダルベルト・ジャゾット（イタリア語版）
- 2017年：マルコ・タヴァーニ（ドイツ語版）
- 2018年：ジャンルイジ・フォッリ
- 2019年：フェデリコ・カパッソ
- 2020年：マッシモ・イングーショ（イタリア語版）
- 2021年：アモス・マリタン（英語版）
- 2022年：ジョスリン・ベル・バーネル
- 2023年：Francesco De Martin
- 2024年：ヘレン・クイン
- 2025年：Francesca Matteucci